# Кампус (Іллінойс)
Кампус (англ. Campus) — селище (англ. village) в США, в окрузі Лівінґстон штату Іллінойс. Населення — 149 осіб (2020).

## Географія
Кампус розташований за координатами 41°1′29″ пн. ш. 88°18′26″ зх. д. / 41.02472° пн. ш. 88.30722° зх. д. (41.024596, -88.307340).  За даними Бюро перепису населення США в 2010 році селище мало площу 0,24 км², уся площа — суходіл.

## Демографія
Згідно з переписом 2010 року, у селищі мешкало 166 осіб у 62 домогосподарствах у складі 49 родин. Густота населення становила 695 осіб/км².  Було 68 помешкань (285/км²).
Расовий склад населення:
| - 96,4 % — білих - 3,6 % — осіб інших рас |

До двох чи більше рас належало 0,0 %. Частка іспаномовних становила 3,6 % від усіх жителів.
За віковим діапазоном населення розподілялося таким чином: 25,3 % — особи молодші 18 років, 63,3 % — особи у віці 18—64 років, 11,4 % — особи у віці 65 років та старші. Медіана віку мешканця становила 38,8 року. На 100 осіб жіночої статі у селищі припадало 100,0 чоловіків;  на 100 жінок у віці від 18 років та старших — 100,0 чоловіків також старших 18 років.
Середній дохід на одне домашнє господарство  становив 46 926 доларів США (медіана — 42 750), а середній дохід на одну сім'ю — 46 556 доларів (медіана — 41 563). За межею бідності перебувало 25,3 % осіб, у тому числі 34,1 % дітей у віці до 18 років та 37,5 % осіб у віці 65 років та старших.
Цивільне працевлаштоване населення становило 76 осіб. Основні галузі зайнятості: роздрібна торгівля — 19,7 %, освіта, охорона здоров'я та соціальна допомога — 15,8 %, транспорт — 13,2 %.